# Javabrokvireo
Javabrokvireo (Pteruthius aenobarbus) är en fågel i familjen vireor inom ordningen tättingar.

## Utseende och läte
Javabrokvireon är en charmig, knubbig liten gulaktig fågel. Hanen är unikt tecknad med lysande gul undersida, iögonfallande svartvita vingband, mörk tygel och djupt roströd strupe. Honan är mer anspråkslös men ändå distinkt, med kanelbruna och grå vingband och ljust kanelbrun ton på pannan och längst fram i ett ögonbrynsstreck. Båda könen har silvergrå halvmånar över och under ögat samt ett mörkt ögonstreck. Sången består av en ljudlig och upprepat serie med ljusa toner, medan lätena är torra och sträva.

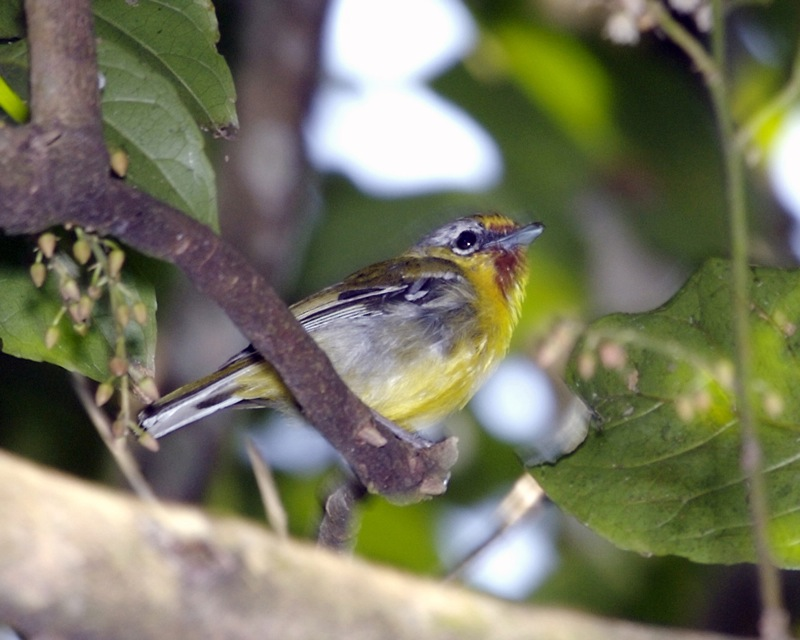
Hane.

## Utbredning och systematik
Fågeln förekommer i högländerna på västra Java. Den behandlas som monotypisk, det vill säga att den inte delas in i några underarter. Tidigare inkluderade den Pteruthius aenobarbus som undereart och vissa gör det fortfarande.

### Familjetillhörighet
Brokvireorna i Pteruthius kallades tidigare broktimalior och placerades just helt okontroversiellt i familjen timalior. DNA-studier visade dock mycket förvånande att dessa asiatiska fåglar i själva verket är närbesläktade med de amerikanska vireorna (Vireonidae) och inkluderas därför numera i den familjen.

## Levnadssätt
Javabrokvireon hittas i bergsskogar. Liksom andra brokvireor födosöker den i övre delen av träden, ibland i artblandade flockar.

## Status
IUCN kategoriserar arten som livskraftig, men inkluderar även brunstrupig brokvireo i bedömningen.